# Muziris epigynatus
Muziris epigynatus är en spindelart som beskrevs av Embrik Strand 1911. Muziris epigynatus ingår i släktet Muziris och familjen hoppspindlar. Inga underarter finns listade i Catalogue of Life.